# Salvador d'Horta Puigsech i Comelles
Salvador d'Horta Puigsech i Comelles (Vic, Osona, segle XIX - 1 de desembre de 1910) fou un prevere, organista i professor de música català.

## Trajectòria
El 18 de juliol de l'any 1880, fou nomenat organista de la parròquia de Santa Maria de Mataró, després de la mort de Jaume Isern. Oficialment, va començar a regir el magisteri de l'orgue de Santa Maria de Mataró el 2 d'octubre del mateix any, i romangué al capdavant de l'organistia fins a l'any 1884.
Fou també professor de música del col·legi Maristes Valldemia de Mataró. El 2 d'abril de l'any 1886, va rebre el nomenament de beneficiat de l'organistia de Santa Maria d'Igualada, un càrrec que ocuparia fins a la seva mort, quan el rellevaria Miquel Augé i Vila. El seu repertori compositiu el forma una setantena d'obres per a veu i orgue, que no presenten gaire complexitat orquestral i estructural; es tracta de composicions de caràcter funcional per a petites celebracions pròpies del calendari litúrgic. Algunes d'aquestes obres estan vinculades a institucions igualadines i d'altres estan inspirades en textos de Jacint Verdaguer. Musicalment, va col·laborar amb diverses agrupacions religioses, com ara les Terciàries o les Teresianes, la capella de música del Roser i l'Apostolat de l'Oració.
Gabriel Castellà, en el memoràndum que va redactar amb motiu de la mort de Salvador Puigsech, deica palès que era una persona ordenada, precisa i alhora modesta. La seva pulcritud es fa notòria en el seu capteniment per a datar els manuscrits i indicar, en alguns casos, el lloc on els signava. Va traspassar l'1 de desembre de 1910, després de patir un tumor durant prop de cinc anys.

## Música
La primera notícia conservada, pel que fa a la seva activitat musical, fa referència a un concert on també va participar l'Orquestra Joventut Filharmònica d'Igualada; va ser amb motiu de la celebració de Santa Cecília, el 20 de novembre de l'any 1897. Com a organista de la basílica igualadina, va col·laborar amb el cor i la banda del Sagrat Cor de manera habitual. Juntament amb Isidre Solà i Marsans, va voler buscar la manera adequada de poder quadrar bé les entrades de les veus amb l'acompanyament de l'orgue; cosa que presentava una mica de dificultat a causa de la distància entre la ubicació de l'instrument i els cantors.
Existeix un fons musical que conté al voltant d'una setantena d'obres d'aquest autor. Les seves composicions són, bàsicament, obres per a veu i orgue, sovint vinculades a les agrupacions corals de caràcter religiós de la vila d'Igualada. A Igualada també fou professor a diferents centres educatius. Traspassà el primer dia de desembre de 1910, després de patir un tumor durant cinc anys.